# حمد الحربي (لاعب كرة قدم كويتي مواليد 1992)
حمد الحربي (مواليد 27 يوليو 1992) هو لاعب كرة قدم كويتي محترف يلعب في مركز قلب الدفاع مع النادي العربي ومنتخب الكويت لكرة القدم.